# Temporada 2001-2002 del FC Barcelona
Les dades més destacades de la temporada 2001-2002 del Futbol Club Barcelona són les següents:

## 2002

### Maig
- 17 maig - † Ladislao Kubala (75 anys. Exjugador 1952-1961; exentrenador 1961-63 i 1980-81).

### Març
- 9 març - 29a. jornada de Lliga. El Barça cau al Ruiz de Lopera enfront del Betis (2-1).

### Febrer
- 23 febrer - 27a. jornada de Lliga. Derrota del Barça a Mestalla (2-0) davant el líder València que es destaca a quatre punts

## Plantilla
| - Sergi Barjuán - Gerard López - Xavi Hernández - Dani García Lara - Gabri García - Carles Puyol - Patrick Kluivert - Michael Reiziger - Frank De Boer - Philip Cocu - Mark Overmars - Abelardo Fernández |  | - Luis Enrique Martínez - Alfonso Pérez - José Manuel Reina - Rivaldo - Fabio Rochemback - Geovanni Deiberson - Roberto Bonano - Javier Pedro Saviola - Philippe Christanval - Francesco Coco - Patrik Andersson |  | Jugadors del filial: - Jofre Mateu - Fernando Navarro - Roberto Trashorras - Thiago Motta |

- Entrenador:  Carles Rexach

## Resultats
| PARTITS 2001-2002 |
| --- |
| 28-07-2001 Amistós. CHENOIS-BARCELONA 0-3 29-07-2001 Amistós. LUCERNA-BARCELONA 0-5 31-07-2001 Amistós. GRASSHOPPER-BARCELONA 2-4 03-08-2001 Amistós. SPORTING LISBOA-BARCELONA 1-3 08-08-2001 Lliga de Campi ons (prèvia, anada). WISLA CRACÒVIA-BARCELONA 3-4 10-08-2001 Amistós. DERBY COUNTY-BARCELONA 0-3 12-08-2001 Amistós. BLACKBURN ROVERS-BARCELONA 3-2 17-08-2001 Gamper. BARCELONA-PARMA 3-2 21-08-2001 Lliga de Campions (prèvia, tornada). BARCELONA-WISLA CRACÒVIA 1-0 26-08-2001 Lliga (1). SEVILLA-BARCELONA 1-2 09-09-2001 Lliga (2). BARCELONA-RAYO VALLECANO 1-1 15-09-2001 Lliga (3). OSASUNA-BARCELONA 0-0 18-09-2001 Liga de Campions (2). FENERBAHÇE-BARCELONA 0-3 22-09-2001 Lliga (4). BARCELONA-TENERIFE 2-0 25-09-2001 Lliga de Campions (3). BAYER LEVERKUSEN-BARCELONA 2-1 29-09-2001 Lliga (5). REIAL SOCIETAT-BARCELONA 0-2 03-10-2001 Lliga (6). BARCELONA-MALLORCA 3-0 06-10-2001 Lliga (7). DEPORTIVO-BARCELONA 2-1 10-10-2001 Lliga de Campions (1). BARCELONA-OLYMPIQUE LIO 2-0 14-10-2001 Lliga (8). BARCELONA-VALÈNCIA 2-2 17-10-2001 Lliga de Campions (4). BARCELONA-BAYER LEVERKUSEN 2-1 20-10-2001 Lliga (9). MÀLAGA-BARCELONA 1-1 23-10-2001 Lliga de Campions (5). OLYMPIQUE LIÓ-BARCELONA 2-3 27-10-2001 Lliga (10). BARCELONA-BETIS 3-0 31-10-2001 Lliga de Campions (6). BARCELONA-FENERBAHÇE 1-0 04-11-2001 Lliga (11). REIAL MADRID-BARCELONA 2-0 07-11-2001 Copa (1/32, partit únic). FIGUERES-BARCELONA 1-0 11-11-2001 Lliga (12). BARCELONA-VALLADOLID 4-0 17-11-2001 Lliga (13). LAS PALMAS-BARCELONA 0-0 20-11-2001 Lliga de Campions (2a. Iligueta 1). LIVERPOOL-BARCELONA 1-3 24-11-2001 Lliga (14). BARCELONA-ATHLÈTIC CLUB 1-2 01-12-2001 Lliga (15). ALABÈS-BARCELONA 2-0 05-12-2001 Lliga de Campiones (2a. Iligueta 2). BARCELONA-GALATASARAY 2-2 09-12-2001 Lliga (16). BARCELONA-CELTA 2-2 16-12-2001 Lliga (17). VILA-REIAL-BARCELONA 0-1 22-12-2001 Lliga (18). ESPANYOL-BARCELONA 2-0 06-01-2002 Lliga (19). BARCELONA-SARAGOSSA 2-0 13-01-2002 Lliga (20). BARCELONA-SEVILLA 3-1 20-01-2002 Lliga (21). RAYO VALLECANO-BARCELONA 2-1 27-01-2002 Lliga (22). BARCELONA-OSASUNA 0-1 29-01-2002 Copa Catalunya (semifinal, partit únic). LLEIDA-BARCELONA 1-2 02-02-2002 Lliga (23). TENERIFE-BARCELONA 0-6 06-02-2002 Lliga (24). BARCELONA-REIAL SOCIETAT 2-0 09-02-2002 Lliga (25). MALLORCA-BARCELONA 0-0 16-02-2002 Lliga (26). BARCELONA-DEPORTIVO 3-2 20-02-2002 Champions League (2a. Iligueta 3). BARCELONA-ROMA 1-1 23-02-2002 Lliga (27). VALÈNCIA-BARCELONA 2-0 26-02-2002 Lliga de Campions (2a. Iliguela 4). ROMA-BARCELONA 3-0 03-03-2002 Lliga (28). BARCELONA-MÀLAGA 5-1 09-03-2002 Lliga (29). BETIS-BARCELONA 2-1 13-03-2002 Lliga de Campions (2a. Iligueta 5). BARCELONA-LIVERPOOL 0-0 16-03-2002 Lliga (30). BARCELONA-REIAL MADRID 1-1 19-03-2002 Lliga de Campions (2a. Iligueta 6). GALATASARAY-BARCELONA 0-1 24-03-2002 Lliga (31). VALLADOLID-BARCELONA 1-2 30-03-2002 Lliga (32). BARCELONA-LAS PALMAS 1-1 03-04-2002 Lliga de Campions (1/4, anada). PANATHINAIKOS-BARCELONA 1-0 06-04-2002 Lliga (33). ATHLÈTIC CLUB-BARCELONA 0-2 09-04-2002 Lliga de Campions (1/4. tornada). BARCELONA-PANATHINAIKOS 3-1 14-04-2002 Lliga (34). BARCELONA-ALABÉS 3-2 20-04-2002 Lliga (35). CELTA-BARCELONA 2-1 23-04-2002 Lliga de Campions (semifinal, anada). BARCELONA-REIAL MADRID 0-2 27-04-2002 Lliga (36). BARCELONA-VILA-REIAL 4-1 01-05-2002 Lliga de Campions (semifinal, tornada). REIAL MADRID-BARCELONA 1-1 05-05-2002 Lliga (37). BARCELONA-ESPANYOL 2-0 07-05-2002 Copa Catalunya (final). TERRASSA-BARCELONA 1-1 En el Ilençament de penals es proclama campió el Terrassa (4-1). 11-05-2002 Lliga (38). SARAGOSSA-BARCELONA 1-1 29-05-2002 Amistós. BEC TERO ALL STARS-BARCELONA 0-0 El Barcelona es va proclamar campió per penals (3-4) |